# النمر والثعلب
النمر والثعلب هي قصة متضمنة الكثير من الحكم والأمثال على ألسنة الحيوان للعظة والتربية السياسية والاجتماعية كتبها سهل بن هارون ليُشاكل بها كليلة ودمنة.

## نبذة
القصة تدور حوادثها بین نمر (وليس ببر) طاغية وثعلب حكيم وذئب كنود. وذلك أن ثعلبًا رمت به الأقدار إلى جزيرة، فصادف بها ذئبًا قد أصابه الهزال والخوف من نمر باطش كان يملك الجزيرة. فما كان من الثعلب المحتال لكسب الرزق إلا أن يتقدم إلى الذئب بأن يأتي النمر ويسأله ولاية على بعض نواحي الجزيرة ويطمعه بنصف ما يحصل عليه من خيراتها، فواقفه النمر على ذلك. غير أن الذئب ما أن صلحت حاله في ولايته حتى خالف على النمر وناصبه العداء. وعبثًا خوفه الثعلب من ذلك، فلم يزل النمر في حروب معه حتى بطش به، وكاد يوقع بالثعلب معه لولا ما لاحظه من عجيب التخلص والحكمة، فاستبقاه حيا واختبره فازداد إعجابًا به واتخذه وزيرًا له لعله يدرأ به غوائل أمثال ذلك الذئب الكنود. فأنت لا تكاد تشعر بنمر أو ثعلب أو ذئب على الحقيقة في هذه القصة الطريفة لسهل بن هارون، وإنما هي أشخاص الخليفة والوالي والوزير في ذلك العصر تتكلم بلسان الحيوان، أو قصة هي الصراع على السلطة بصورة عامة مبسوطة في شكل أدبي طريف، مما استحدثه المولدون في القرن الثالث.

## طالع أيضًا
- ثعلة وعفراء